# Notiothemis
Notiothemis là một chi chuồn chuồn ngô thuộc họ Libellulidae. Tiếng Anh thường gọi là Forestwatchers.
Chi này chỉ có hai loài:
- Notiothemis jonesi Ris, 1921 - Jones' Forestwatcher, miền đông Elf - đông nam châu Phi[2]
- Notiothemis robertsi Fraser, 1944 - Robert's Forestwatcher - trung và tây Phi[3]